# Shirley et Dino
Pour les articles homonymes, voir Shirley, Dino et Benizio.
Récompenses
- 2003 : Molière du meilleur spectacle de sketches

Shirley et Dino est un duo comique français composé de Corinne et Gilles Benizio, actif depuis 1988.

## Biographie
Gilles Benizio est né le 1er juin 1957 à Villerupt en Meurthe-et-Moselle et Corinne le 12 février 1962 à Dugny en Seine-Saint-Denis.
Ils se rencontrent sur les bancs de la faculté de Censier à Paris et se marient en 1985. Ils ont deux enfants, Élisa et Raphaël. Ils débutent sur les planches sous le nom d’Achille Tonic. Le duo interprète alors des histoires touchantes de clowns un peu naïfs, cela, dans plusieurs spectacles. Ces mêmes années, ils créent les personnages de Shirley et Dino lors d'un stage d'improvisation chez Ariane Mnouchkine.
La télévision, avec Patrick Sébastien, et de fréquents passages à l'émission Le Plus Grand Cabaret du monde, de 2001 à 2004, les font connaître à un plus large public.
En 2003, ils reçoivent le Molière du meilleur spectacle de sketches pour leur spectacle Le Duo.
Leur dernier spectacle se joue à guichets fermés un peu partout en France et le DVD À Marigny se vend à plus d'un million d'exemplaires[réf. nécessaire]. Habitués des cafés-théâtres depuis longtemps, ils réalisent leur premier film, Cabaret Paradis, sorti en salle le 12 avril 2006, qui enregistre 200 000 entrées.
En 2009, Shirley et Dino montent une adaptation de l'opéra baroque Le roi Arthur de Purcell.
Ils récidivent dans la mise en scène de l'opéra baroque en 2015 avec Don Quichotte chez la Duchesse de Joseph Bodin de Boismortier, puis en 2022 avec Platée de Jean-Philippe Rameau.

## Les personnages de Shirley et Dino
Sur scène, ils sont cousins. Leurs saynètes mêlent ridicule et naïveté ; Dino se moque de Shirley pour le plaisir du public. Lui, grand et mince, habillé d'une veste blanche et d'un pantalon noir trop court, cheveux noirs gominés avec rouflaquettes et accroche-cœurs, fait ressortir sobrement ses origines italiennes (il a d'ailleurs sorti un DVD dans lequel il reprend certains classiques de la chanson italienne). Elle, en pseudo Brigitte Bardot brune des années 1960, coiffée d'une impeccable choucroute et vêtue d'une kitchissime robe en vichy rose, affectée d'une voix de crécelle monocorde ponctuée d'éclats de rire embarrassés, ne perd pas une occasion de se montrer extrêmement « nunuche ».
Les sketches, aussi bien durant leurs spectacles que chez Patrick Sébastien, se déroulent souvent de la même façon. Shirley essaye tant bien que mal de raconter une histoire, une intrigue, de présenter un numéro, tandis que Dino perturbe son discours en prenant le public à témoin.

## Spectacles et télévision
- 1988 : Vive le Music-Hall au Festival d'Avignon, première apparition des personnages Shirley & Dino.
- 1990 : Les Étoiles de Monsieur Edmond au Cabaret Les Étoiles.
- 1992 : Les Étoiles de Monsieur Edmond en première partie du clown Buffo à L'Olympia.
- 1993 : Shirley et Dino sous un chapiteau.
- 1994 : Les Étoiles de Monsieur Edmond, une année de cabaret sous chapiteau, rue de la Roquette.
- 1995 : Ils tournent sous la direction de Jean-Christophe Averty un Théma Jacques Prévert pour Arte.
- 1996 :
  - Shirley et Dino sont en première partie de Maxime Le Forestier à L'Olympia.
  - Juillet : 50e Festival d'Avignon, dans Le Cabaret du Cinquantenaire.
- 1997-98 : Sous chapiteau, quai d'Austerlitz avec le spectacle Cabaret Citrouille.
- 1999 :
  - De janvier à juin : Cabaret Citrouille en tournée en France (63 dates).
  - Août : Le Retour de Shirley & Dino, création - Festival Paris Quartier d'Été (Jardin des Tuileries – Carré des Sangliers).
  - Septembre : Shirley et Dino en première partie du spectacle de Marc Jolivet au Casino de Paris.
  - Décembre : Shirley et Dino présentent le cabaret La Nouvelle Ève à Paris, dans le cadre d'une coréalisation avec le Théâtre de l'Athénée-Louis-Jouvet Hors-les-murs.
- 2000 :
  - Septembre : nouvelle création Variéta, en coréalisation avec le Théâtre de l'Athénée-Louis-Jouvet, à la Maison des Arts de Créteil.
  - Novembre : Shirley et Dino présentent le cabaret à la Nouvelle Ève (19 représentations, spectacle capté).
- 2001 :
  - Varietà au Théâtre de l'Athénée-Louis-Jouvet dans le cadre du festival Paris Quartier d'été (18 dates).
  - Varietà en tournée en France (57 dates).
  - Juillet : sortie en VHS de Shirley et Dino présentent le cabaret.
  - De septembre 2001 à décembre 2004, Patrick Sébastien invite Shirley et Dino dans son émission Le Plus Grand Cabaret du monde chaque mois. Ils participeront au grand cabaret et à son autre émission Les années bonheur quelques fois en 2006 et 2007.
- 2002 :
  - De janvier à début mars : Shirley et Dino, le duo au cabaret La Nouvelle Ève (29 représentations).
  - Mai : Le duo au Théâtre Marigny-Robert Hossein, 3 mois de représentations (spectacle capté).
  - Septembre : sortie en DVD de Shirley et Dino présentent le cabaret.
- 2003 :
  - Septembre : Le spectacle Les fantaisistes s'installe au Théâtre de Paris durant 5 mois.
  - Le samedi 1er novembre 2003 est diffusé une spéciale Shirley et Dino dans l'émission Music-Hall et compagnie de Patrick Sébastien (8,7 millions de téléspectateurs).
- 2004 :
  - Tournée en France du spectacle Les fantaisistes.
  - Dimanche 26 septembre 2004 : Michel Drucker reçoit Corinne et Gilles comme invités principaux dans son émission Vivement dimanche !
  - Septembre 2004 à janvier 2005 : Les Dimanches et Lundis de Shirley et Dino au Théâtre Marigny–Robert Hossein à Paris.
  - Novembre : sortie en DVD et VHS de Shirley & Dino (le duo) au Théâtre Marigny–Robert Hossein (plus d'un million de VHS et DVD vendus).
- 2006 :
  - 12 avril : sortie du film Cabaret Paradis de et avec Shirley et Dino (160 758 entrées dans les cinémas en France).
  - Septembre 2006 à janvier 2007 : nouveau spectacle 30 Exceptionnelles incluant les sketchs Incontournables au Théâtre de Paris.
  - Octobre : sortie en DVD du film Cabaret Paradis
  - Novembre : Corinne et Gilles Benizio font partie de l'aventure du Soldat Rose de Louis Chedid et Pierre-Dominique Burgaud dans le rôle du Roi et de la Reine. Deux représentations exceptionnelles au Grand Rex puis sortie du CD et du DVD.
  - 15 novembre : sortie de la bande dessinée Shirley et Dino de Frank Margerin.
  - À partir de novembre 2006 et jusqu'à fin avril 2007 : Corinne et Gilles Benizio se consacrent au travail de création d'un nouveau spectacle avec 3 autres comédiens et sans les personnages Shirley et Dino.
- 2007 :
  - Février : tournée en Belgique Shirley et Dino, au Forum de Liège, Cirque Royal de Bruxelles et Théâtre Royal de Namur.
  - En mars 2007, lors de l'émission Les années bonheur, ils annoncent qu'ils abandonnent provisoirement leur personnage fétiche pour travailler sur d'autres projets.
  - Du 15 mai au 30 juin : nouveau spectacle Les Caméléons d'Achille au Théâtre des Bouffes Parisiens (spectacle capté, inédit en DVD).
  - Octobre : sortie en DVD et en double DVD (édition collector) du Spectacle Inédit.
- 2008 :
  - 31 décembre 2008 : 100e de l'émission Le Plus Grand Cabaret du monde.
  - Septembre 2008 à mars 2009 : tournée en France du spectacle Les Caméléons d'Achille (52 représentations).
- 2010 :
  - De mars à juin : tournée en France du spectacle Et ReVOILÀ! (Best-of).
  - De décembre 2010 à janvier 2011 : Shirley et Dino présentent des artistes circassiens dans leur Cabaret au Théâtre Monfort (15e arrondissement de Paris).
- 2013 :
  - Le 17 octobre 2013 : Shirley & Dino au Festival VOO du Rire à Liège produit par les frères Taloche.
  - Mai 2013 : Le duo revient une fois dans l'émission Le Plus Grand Cabaret du monde.
  - Création d’un nouveau spectacle : Dino fait son Crooner, Shirley fait sa crâneuse pour le festival de Villeneuve en scène (21 représentations en plein air du 3 au 21 juillet 2013).
  - Dino fait son Crooner, Shirley fait sa crâneuse au Cabaret Sauvage à partir du 10 décembre, tous les mardis jusqu’au 4 février 2014.
- 2014 :
  - Démarrage de la tournée du spectacle Dino fait son Crooner, Shirley fait sa crâneuse le 29 mars à Gien (Loiret). Spectacle prévu jusqu'en 2018
  - Dino fait son Crooner, Shirley fait sa crâneuse au Cabaret Sauvage à partir du 10 décembre, tous les mardis jusqu’au 4 février 2016[8].
- 2015 :
  - Décembre 2015 : Ils reviennent une nouvelle fois pour Patrick Sébastien dans l'émission C'est Votre Vie, Patrick Sébastien
- 2018 :
  - 16 juin 2018 : Participation au vingtième anniversaire de l'émission Le Plus Grand Cabaret du monde.

## Radio
- 2007 : C'est quoi ce bordel ?, Rire et Chansons puis Europe 1

## Filmographie
- 2005 : Shirley & Dino à Marigny
- 2006 : Cabaret Paradis de et avec Shirley & Dino
- 2013 : Soir de fête à Versailles de François Goetghebeur et Nicolas Lebrun : Gilles et Corinne

### Filmographie de Gilles Benizio sans Corinne
- 1987 : Qui c'est ce garçon? de Nadine Trintignant : Un flic
- 1988 : Les Enquêtes du commissaire Maigret : Maigret et l'inspecteur malgracieux de Philippe Laïk
- 1992 : Et demain... Hollywood de Jean-François Villemer : Le vigile de la banque
- 2009 : La Première Étoile, de Lucien Jean-Baptiste : le technicien tire-fesses, le garagiste et l'animateur du concours
- 2010 : Contes et nouvelles du XIXe siècle : Aimé de son concierge d'Olivier Schatzky : Spiridon Rocamir
- 2017 : La Deuxième Étoile, de Lucien Jean-Baptiste : l'animateur de la course aux étoiles

### Filmographie de Corinne Benizio sans Gilles
- 2002 : Saturday Night Frayeur, court métrage de Nathalie Serrault.

## Mises en scène d'opéras
- 2009 : King Arthur de Henry Purcell (adaptation)[9].
- 2015 : Don Quichotte chez la Duchesse de Joseph Bodin de Boismortier[10].
- 2022 : Platée de Jean-Philippe Rameau[11].
- 2023 : Turandot de Puccini La Fabrique Opera Grenoble

## Distinction
- 12 mai 2003 : Molière du meilleur spectacle de sketches.